# Листовидные жужелицы
Листовидные жужелицы (Mormolyce) — это род тропических жуков жужелиц подсемейства Lebiinae.

## Распространение
Юго-восточная Азия: Индонезия, Малайзия, Таиланд.

## Описание
Эти жуки характеризуется плоским листовидным телом с расширенными вбок полупрозрачными элитрами, напоминающими по форме скрипку, виолончель или гитару (отсюда их название Violin beetle, или Guitar Beetle). Это приспособление к окружающей среде (обитание между листьями или под корой деревьев) или мимикрия (насекомое напоминает сухой лист). Вторая пара крыльев развита и жуки способны к полету. Блестящие черные или коричневого цвета. Голова и переднеспинка удлиненные, усики длинные, почти равны длине всего тела.. Ноги длинные и тонкие. Являются одной из групп, которые имеют специальное приспособление на передних ногах (protibiae) для чистки усиков, как у муравьёв. Имеют оборонительные пигидиальные железы, которые выделяют вонючие и ядовитые масляные кислоты.
Довольно крупные жуки, достигающие 50—100 мм. Личинки хищники. Имаго — афаги (не питаются) и живут за счёт питательных веществ, накопленных личинкой.
Жуки обитают между листьев и стеблей растений. Личинки обитают в древесных трутовых грибах рода Polyporus. Развитие личинок длится от 8 до 9 месяцев, окукливание от 8 до 10 недель. Имаго появляются с августа по ноябрь, и местными жителями называются «Bibiolah’an».

## Коллекции и марки
Необычная форма жуков сделала их очень популярными у коллекционеров, которые их массово отлавливали и продавали. В прошлые годы они достигли очень высокой цены, например, в середине девятнадцатого века, музей в Париже выплатил сумму в 1 000 франков за один образец.
Взрослые жуки этого рода изображены на почтовых марках нескольких стран (Индонезия, Палау, Таиланд).

## Красная книга
Основной угрозой для этих насекомых является разрушение среды обитания — тропических лесов. Жук Mormolyce phyllodes был включен в 1990 году в Красный список угрожаемых видов МСОП, однако уже в 1996 году был удален из него.

## Классификация
6 видов и подвидов. Род Mormolyce относится к подсемейству Lebiinae Bonelli, 1810 (триба Lebiini Bonelli, 1810; подтриба Pericalina Hope, 1838). Иногда выделяется (вместе с родом Coreoblemus) в отдельное подсемейство Mormolycinae в составе повышаемого в ранге до семейства Harpalidae. Род был впервые описан швейцарским энтомологом Якобом Иоганном Хагенбахом (en:Jacob Johann Hagenbach; 1802—1825) в 1825 году и в течение длительного времени считался монотипическим с одним видом Mormolyce phyllodes. Со временем, были описаны еще несколько видов. Морфология личинок и недавнее исследование ДНК подтверждает близость жужелиц рода к другим Carabidae.
- Mormolyce phyllodes Hagenbach, 1825 (Жужелица листовидка, листовидная жужелица) — Индонезия, Малайзия
  - Mormolyce phyllodes ssp. engeli  Lieftinck & Wiebes, 1968
- Mormolyce borneensis Gestro, 1875 — Борнео
- Mormolyce castelnaudi Deyrolle, 1862 — Малайзия, Таиланд
- Mormolyce hagenbachi Westwood, 1862 — Малайзия
- Mormolyce tridens Andrewes, 1941 (?подвид Mormolyce phyllodes)
- Mormolyce quadraticollis Donckier, 1899

## Галерея

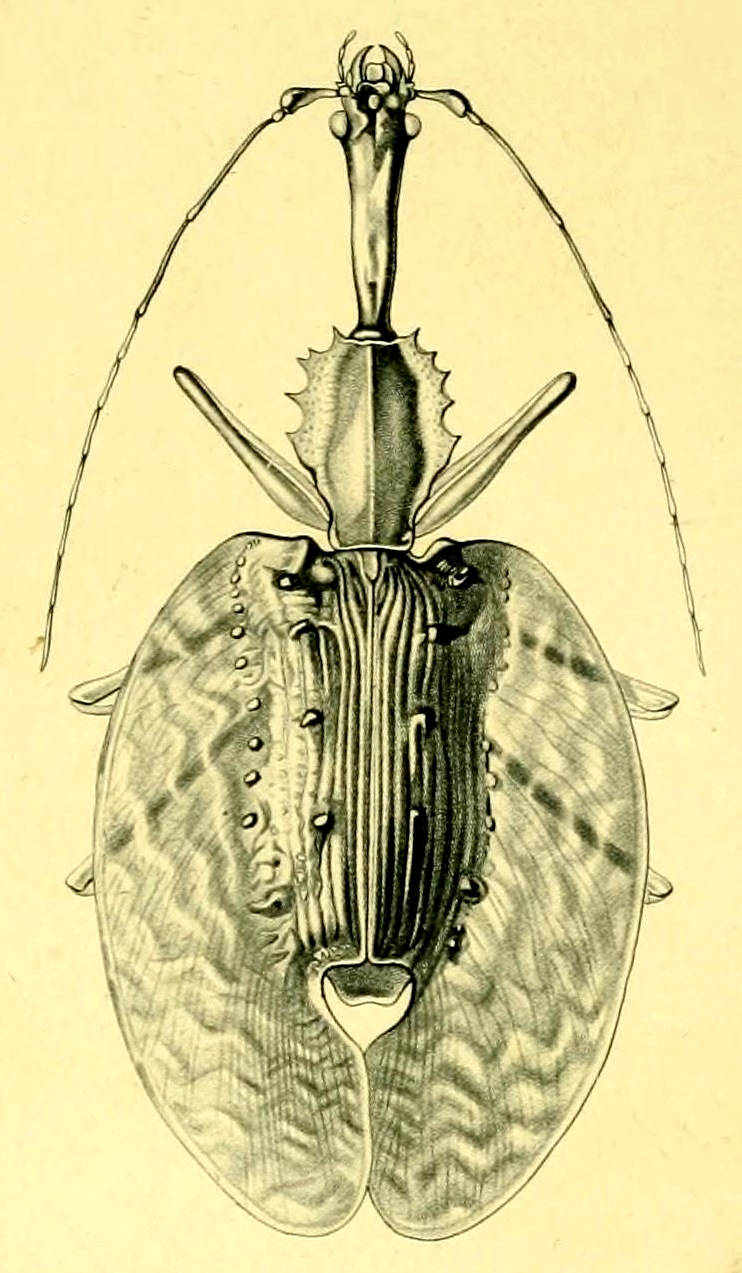
Mormolyce castelnaudi
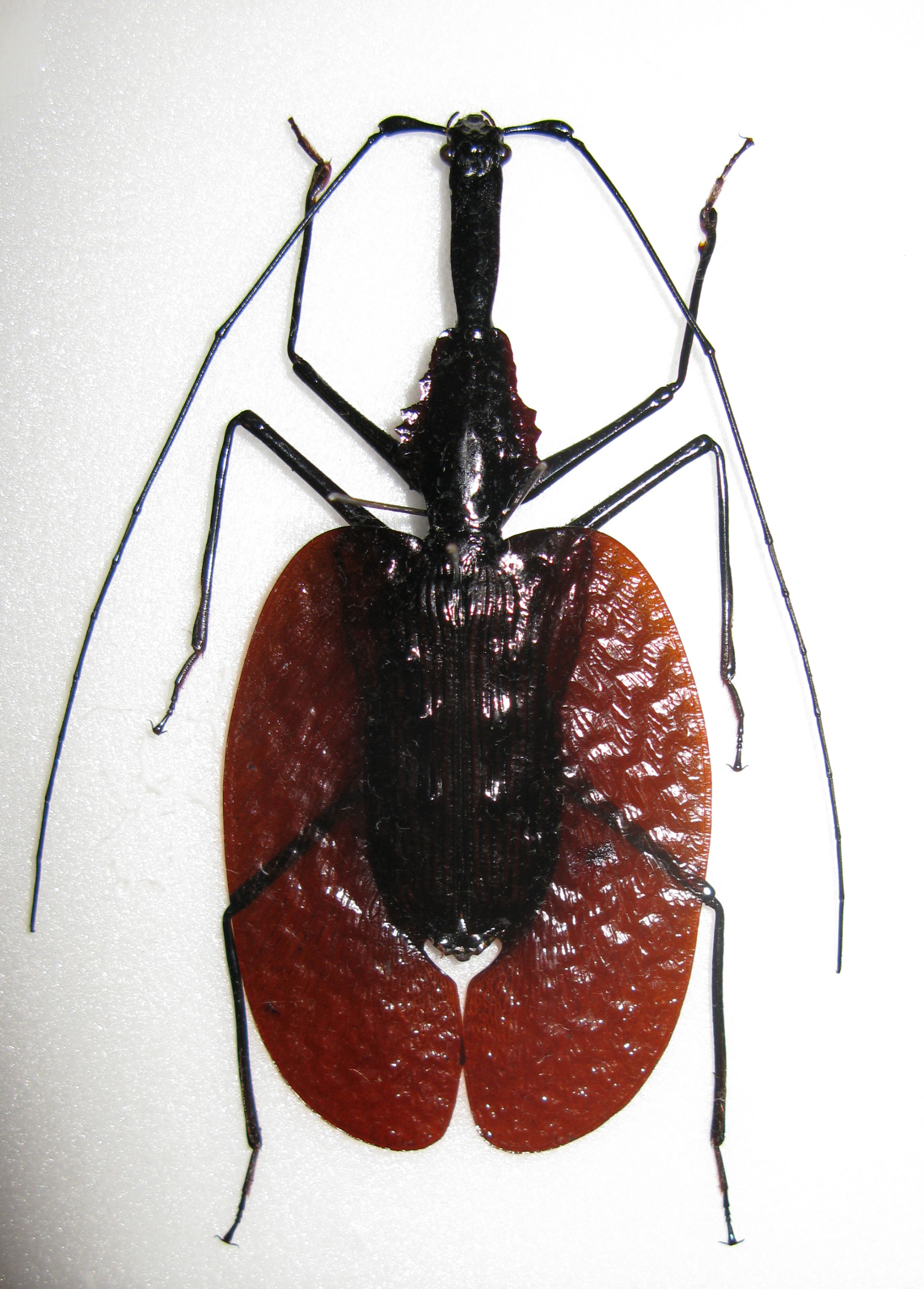
Mormolyce phyllodes
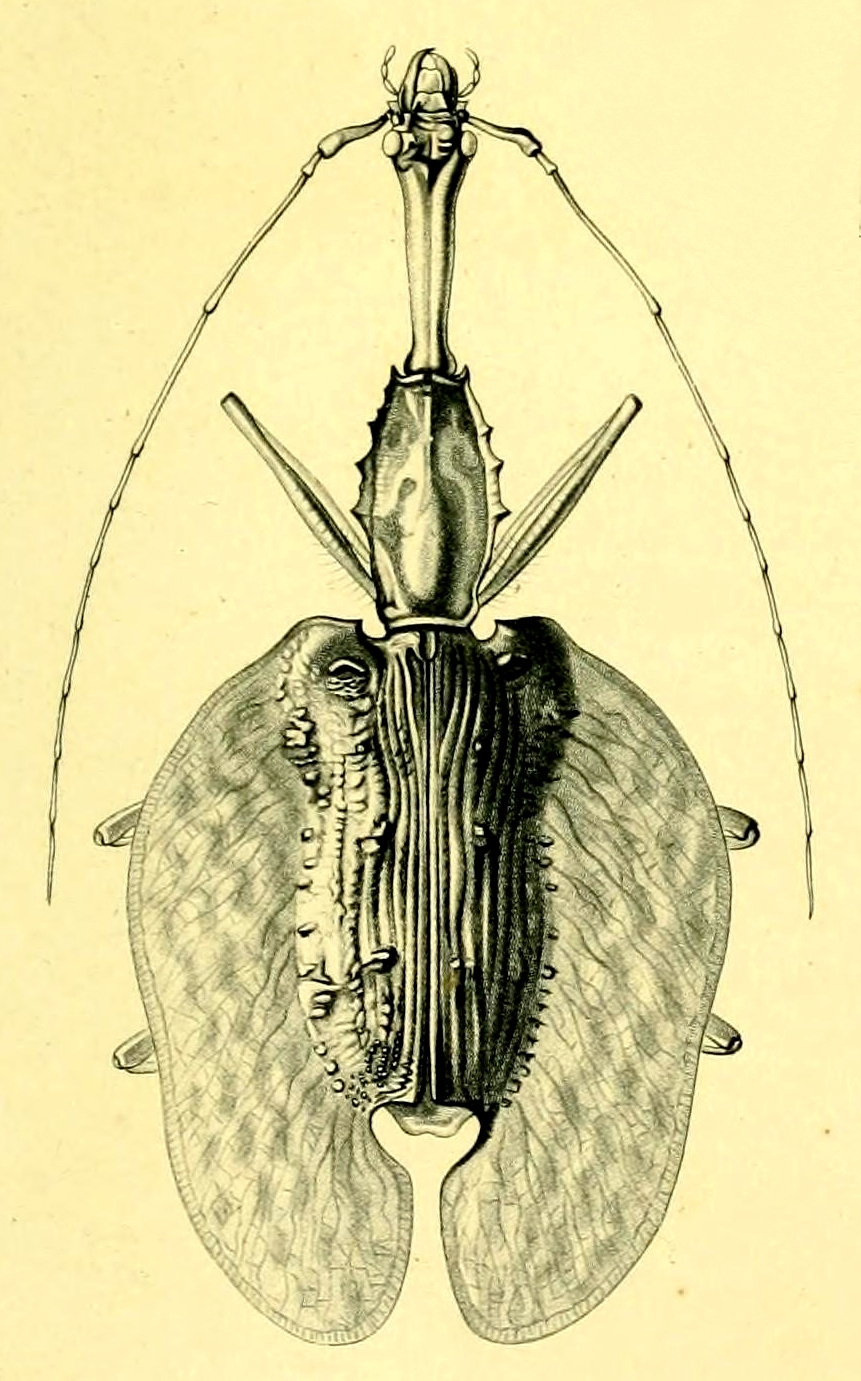
Mormolyce hagenbachi
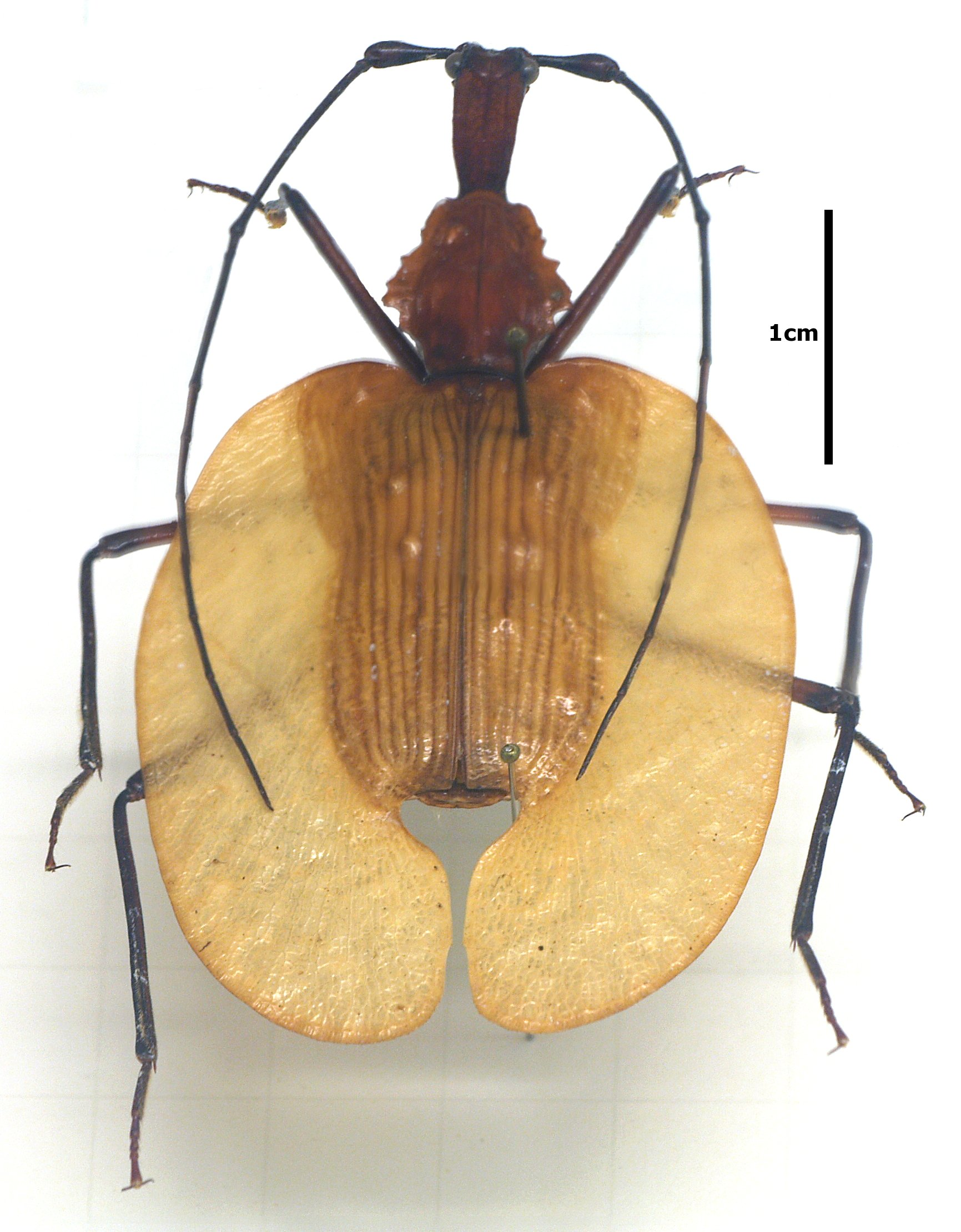
Mormolyce phyllodes